# ناحیه فوچی

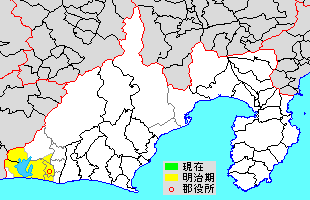
نقشه ناحیه فوچی به رنگ زرد اطراف دریاچه

ناحیه فوچی (به ژاپنی: 敷知郡（ふちぐん、ふちのこおり)، به یک گون (تقسیمات کشوری) اشاره دارد که در ولایت توتومی امروزه در استان شیزوئوکا قرار داشت.